# Písník Pod Skalkou
Písník pod Skalkou je vodní plocha o výměře asi 0,8 ha nalézající se 0,8 km jihovýchodně od centra města Chlumec nad Cidlinou v lokalitě Skalka u silnice II. třídy č. 611 vedoucí do Hradce Králové. Vodní plocha vznikla po těžbě štěrkopísku asi v první polovině 20. století. Písník je v soukromém vlastnictví.

## Galerie

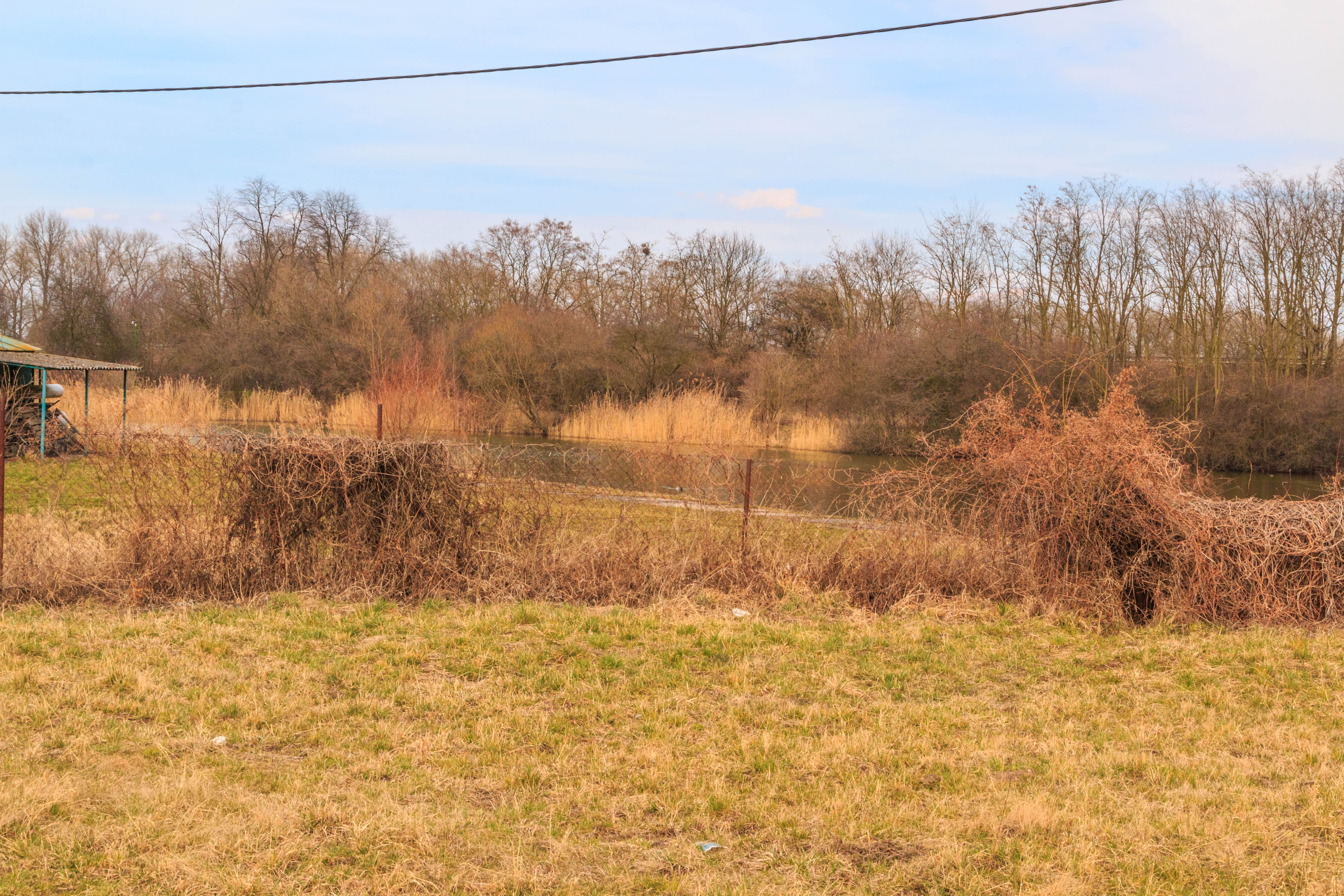
pohledy na písník Pod Skalkou
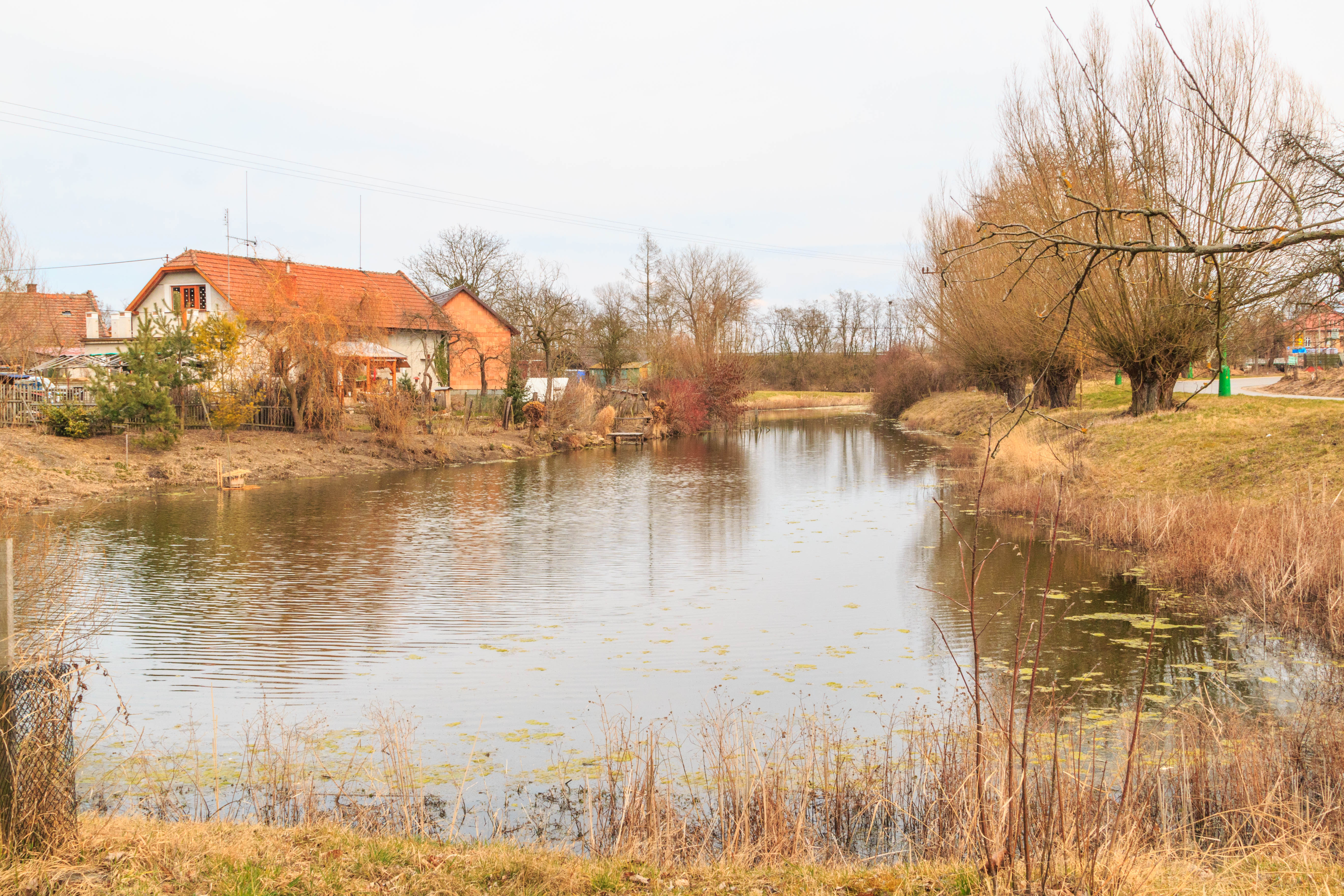
pohledy na písník Pod Skalkou
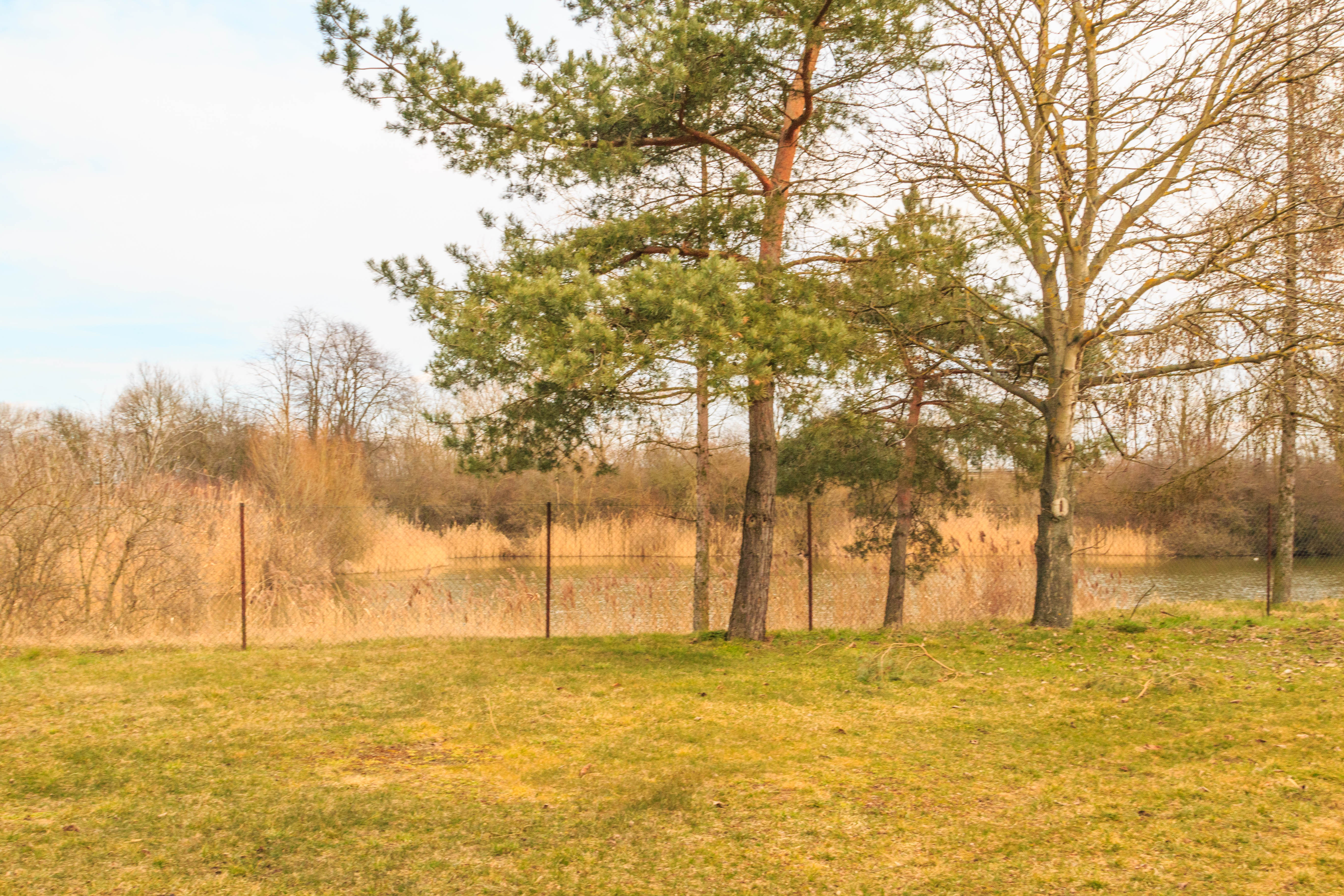
pohledy na písník Pod Skalkou